# اشلی برگرن
اشلی برگرن (انگلیسی: Ashley Berggren؛ زادهٔ ۱ ژانویهٔ ۱۹۷۶) بازیکن بسکتبال اهل ایالات متحده آمریکا است.